# Кэнэм, Кристофер
Кристофер Кэнэм (англ. Christopher E. Canham; 3 августа 1962, Уолтон-на-Темзе) — британский гребец-байдарочник, выступал за сборную Великобритании в первой половине 1980-х годов. Бронзовый призёр чемпионата мира, участник летних Олимпийских игр в Лос-Анджелесе, победитель многих регат национального и международного значения. 

## Биография
Кристофер Кэнэм родился 3 августа 1962 года в городе Уолтон-на-Темзе, графство Суррей. Активно заниматься греблей начал в раннем детстве, проходил подготовку в королевском каноэ-клубе в Лондоне.
Первого серьёзного успеха на взрослом международном уровне добился в 1981 году, когда попал в основной состав британской национальной сборной и побывал на домашнем чемпионате мира в Ноттингеме, откуда привёз награду бронзового достоинства, выигранную в четвёрках на десяти километрах совместно с напарниками Стивеном Брауном, Стивеном Джексоном и Аленом Уильямсом.
Благодаря череде удачных выступлений удостоился права защищать честь страны на летних Олимпийских играх 1984 года в Лос-Анджелесе — стартовал в зачёте двухместных байдарок на дистанции 1000 метров, но сумел дойти только до стадии полуфиналов. Вскоре по окончании этих соревнований принял решение завершить карьеру профессионального спортсмена, уступив место в сборной молодым британским гребцам.